# Шевченківська сільська рада (Казанківський район)
Шевченківська сільська рада — адміністративно-територіальна одиниця та орган місцевого самоврядування в Казанківському районі Миколаївської області. Адміністративний центр — село Шевченкове.

## Загальні відомості
- Населення ради: 436 осіб (станом на 2001 рік)

## Населені пункти
Сільській раді підпорядковані населені пункти:
- с. Шевченкове
- с. Новочудневе
- с. Панасівка

## Склад ради
Рада складається з 12 депутатів та голови.
- Голова ради: Забабуріна Віра Олександрівна
- Секретар ради: Мороз Зоя Петрівна

### Керівний склад попередніх скликань
| Прізвище, ім'я, по батькові   | Основні відомості                                                                                              | Дата обрання | Дата звільнення |
| ----------------------------- | --- | ------------ | --------------- |
| Дмитрюк Микола Васильович     | Сільський голова, 1965 року народження, член Всеукраїнського об'єднання «Батьківщина»                          | 26.03.2006   | 31.10.2010      |
| Забабуріна Віра Олександрівна | Сільський голова, 1963 року народження, освіта середня загальна, член Всеукраїнського об'єднання «Батьківщина» | 31.10.2010   |                 |

Примітка: таблиця складена за даними сайту Верховної Ради України

### Депутати
За результатами місцевих виборів 2010 року депутатами ради стали:

#### За суб'єктами висування
| Суб'єкт висування           | Кількість обраних депутатів | %    |
| --------------------------- | --------------------------- | ---- |
| Партія регіонів             | 8                           | 66,7 |
| Самовисування               | 2                           | 16,7 |
| Комуністична партія України | 1                           | 8,3  |
| Народна партія              | 1                           | 8,3  |

#### За округами
| № округу                    | Прізвище, ім'я, по батькові   | Дата визнання обраним | Освіта  | Партійна приналежність            | Відомості про обраного депутата                   |
| --------------------------- | ----------------------------- | --------------------- | ------- | --------------------------------- | ------------------------------------------------- |
| Комуністична партія України |                               |                       |         |                                   |                                                   |
| 9                           | Алтухов Анатолій Матвійович   | 03.11.2010            | середня | член Комуністичної партії України | ПСП «Агрофірма ім. Шевченка», робочий             |
| Народна Партія              |                               |                       |         |                                   |                                                   |
| 1                           | Прокопенко Галина Федорівна   | 03.11.2010            | середня | член Народної партії              | ПСП «Агрофірма ім. Шевченка», вагар               |
| Партія регіонів             |                               |                       |         |                                   |                                                   |
| 3                           | Мартин Світлана Миколаївна    | 03.11.2010            | середня | член Партії регіонів              | ПСП «Агрофірма ім. Шевченка», доярка              |
| 4                           | Гула Олександр Олександрович  | 03.11.2010            | середня | член Партії регіонів              | ПСП «Агрофірма ім. Шевченка», механізатор         |
| 5                           | Гула Ніна Василівна           | 03.11.2010            | середня | член Партії регіонів              | ПСП «Агрофірма ім. Шевченка», тваринник           |
| 6                           | Абрамян Наталія Анатоліївна   | 03.11.2010            | середня | член Партії регіонів              | Червонознам'янська сільська рада, бухгалтер       |
| 7                           | Рукоманова Віра Михайлівна    | 03.11.2010            | вища    | член Партії регіонів              | Червонознам'янська загальноосвітня школа, вчитель |
| 10                          | Мороз Зоя Петрівна            | 03.11.2010            | середня | член Партії регіонів              | Червонознам'янська сільська рада, секретар        |
| 11                          | Кривоцюк Валентин Сергійович  | 03.11.2010            | вища    | член Партії регіонів              | ПСП «Агрофірма ім. Шевченка», інженер             |
| 12                          | Матішинець Ярослав Федорович  | 03.11.2010            | середня | член Партії регіонів              | водій маршрутного таксі                           |
| Самовисування               |                               |                       |         |                                   |                                                   |
| 2                           | Култаєв Сергій Миколайович    | 03.11.2010            | середня | член Партії регіонів              | ПСП «Агрофірма ім. Шевченка», механізатор         |
| 8                           | Гаврилова Лідія Олександрівна | 09.04.2012            | середня | позапартійна                      | пенсіонер                                         |